# 094형 잠수함
094형 잠수함은 중국의 최신형 전략원잠(SSBN)이다. 진급 잠수함이라고도 부른다. 배수량 8천톤급으로 JL-2 대륙간 탄도 미사일 12발을 탑재했다.

## 역사
2019년 1월, 미국 국방정보국(DIA)은 중국 해군이 해상에서 지속적인 핵억지력을 유지하려면 진급 전략 핵잠수함을 최소한 5척 보유해야 한다고 분석했다.
2019년 4월 23일, 인민해방군(해군) 창설 70주년을 기념하는 국제 관함식이 열렸다. 산둥성 칭다오시 부두에서 시진핑(習近平) 중국 국가주석 겸 중국 공산당 총서기가 주재한 해상 사열에서 개량형 진급 잠수함이 최초로 공개되었다. 중국은 진급 4척을 보유중이다. 진급은 중국 핵억지력의 핵심 전력이다.
중국은 최신형인 진급을 포함해 모두 12척의 핵잠수함을 보유했으며, 디젤잠수함을 포함해 65척을 보유했다.
2019년 5월 4일, 미국 국방부가 내놓은 중국 군사동향 연차보고서에서, 중국은 진급 4척을 보유중이며, 2척을 추가 건조중이라고 밝혔다.
2020년에 096형 잠수함으로 대체될 것이다.

## 같이 보기
- JL-2
- JL-3